# Unione dei comuni della Val Maremola
L'Unione dei comuni della Val Maremola è stata un'unione di comuni della Liguria, in provincia di Savona, formata dai comuni di Giustenice, Magliolo, e Tovo San Giacomo. Istituita nel 2015, è stata sciolta nel mese di maggio del 2018.

## Storia
L'unione è nata con atto costitutivo del 22 dicembre 2015, a seguito dell'uscita dei tre comuni dall'Unione dei comuni della Riviera delle Palme e degli ulivi - avvenuta nel 2015 - e che ha visto uscire pure i comuni di Balestrino, Borgio Verezzi, Borghetto Santo Spirito e di Pietra Ligure.
L'ente locale aveva sede a Tovo San Giacomo. Il primo presidente pro-tempore dell'Unione è stato Alessandro Oddo, sindaco di Tovo San Giacomo.
Il 24 febbraio 2016, durante la prima seduta del Consiglio dell'Unione, oltre ad essere stati convalidati i consiglieri nominati dai rispettivi comuni, Mauro Boetto, sindaco di Giustenice, venne nominato presidente (con mandato biennale, come da statuto) dell'Unione dei comuni della Val Maremola.
Nel mese di agosto 2017 i Consigli comunali dei tre Comuni hanno approvato il trasferimento all'Unione della funzione di protezione civile.
In data 24 maggio 2018, a seguito del pronunciamento dei rispettivi Consigli comunali, il Consiglio dell'Unione ha deliberato, come da Statuto, il definitivo scioglimento dell'Unione..

## Descrizione
L'unione dei comuni comprendeva i comuni del primo entroterra della val Maremola, in provincia di Savona, alle spalle del comune di Pietra Ligure.
Per statuto l'Unione si sarebbe occupata dei seguenti servizi:
- organizzazione generale dell'amministrazione, gestione finanziaria e contabile e controllo;
- organizzazione dei servizi pubblici di interesse generale di ambito comunale;
- catasto;
- la pianificazione urbanistica ed edilizia di ambito comunale nonché la partecipazione alla pianificazione territoriale di livello sovra comunale;
- attività, in ambito comunale, di pianificazione di protezione civile e di coordinamento dei primi soccorsi;
- organizzazione e gestione dei rifiuti e la riscossione dei relativi tributi;
- progettazione e gestione del sistema locale dei servizi sociali ed erogazione delle relative prestazioni ai cittadini;
- edilizia scolastica, organizzazione e gestione dei servizi scolastici;
- polizia amministrativa locale;
- servizi in materia statistica.

## Amministrazione
| Periodo          | Periodo          | Primo cittadino | Partito                     | Carica                                   | Note |
| ---------------- | ---------------- | --------------- | --------------------------- | ---------------------------------------- | ---- |
| 22 dicembre 2015 | 24 febbraio 2016 | Alessandro Oddo | sindaco di Tovo San Giacomo | rappresentante del Consiglio dell'Unione |      |
| 24 febbraio 2016 | 24 maggio 2018   | Mauro Boetto    | sindaco di Giustenice       | presidente del Consiglio dell'Unione     |      |